# Шафік Ваззан
Шафік Ваззан (араб. شفيق الوزان; 16 січня 1925 — 8 липня 1999) — ліванський політик, прем'єр-міністр Лівану у 1980—1984 роках.

## Біографія
Здобув юридичну освіту, закінчивши бейрутський Університет Святого Йосипа. Розпочав свою політичну кар'єру 1968 року, ставши депутатом Національної асамблеї Лівану.
Від 1969 до 1970 року очолював міністерство юстиції в кабінеті Рашіда Караме, водночас обіймав посаду міністра пошти, телеграфу й телекомунікацій. 1973 року став головою Вищої ісламської ради.
1980 року Ваззана як компромісну фігуру, що не має власної бази влади, призначили на посаду прем'єр-міністра Лівану. Тим не менше, йому вдалось очолювати уряд до кінця квітня1984 року. Одночасно він обіймав посаду міністра внутрішніх справ. Його кабінет виявився одним з найстабільніших за часів багаторічної громадянської війни (1975—1990). Під час ізраїльського вторгнення 1982 року Ваззан й очолюваний ним уряд виступили посередниками у перемовинах між лідером ОВП Ясіром Арафатом і спеціальним посланцем президента США Рейгана Філіпом Хабібом. У той момент, коли під час перемовин почалось масоване бомбардування Ізраїлем кварталів Бейрута, що перебували під контролем палестинців, Ваззан погрожував припинити діалог, вигукнувши перед телекамерами: «Досить! Досить!» Зрештою, до ліванської столиці ввійшли американські піхотинці у складі Тимчасових багатонаціональних сил ООН (UNIFIL), що змусило представників палестинських воєнізованих підрозділів і сирійських військовиків відступати від Бейрута.
Після того, як президент Лівану Амін Жмайєль під тиском Сирії не підписав угоду між урядом країни та Ізраїлем про виведення ізраїльських сил оборони (IDF) з Лівану кабінет міністрів цілком втратив довіру мусульманських лідерів країни. У квітні 1984 року кабінет Ваззана вийшов у відставку. Після того сам Шафік Ваззан відійшов від політичного життя країни.
У грудні 1991 року Ваззан зазнав поранення в результаті вибуху замінованого авто, повз яке проїжджав броньований автомобіль колишнього прем'єра.